# Wasilij Jermakow

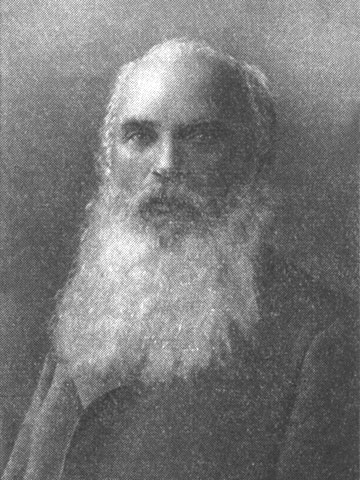

Wasilij Pietrowicz Jermakow, ros. Василий Петрович Ермаков (ur. 11 marca 1845 we wsi Cierucha w guberni mohylewskiej Imperium Rosyjskiego, zm. 16 marca 1922 w Kijowie Ukraińskiej SRR) – rosyjski matematyk zajmujący się analizą, w tym równaniami różniczkowymi i rachunkiem wariacyjnym. W 1870 udowodnił kryterium zbieżności szeregów znane dziś jako kryterium Jermakowa. Profesor Uniwersytetu Kijowskiego, od 1874. członek korespondencyjny Petersburskiej Akademii Nauk (po 1917. Rosyjskiej Akademii Nauk), od 1899. profesor Kijowskiego Instytutu Politechnicznego. Autor podręczników akademickich z matematyki.